# Kaua I Ka Huahua`i
Kaua I Ka Huahua`i (Os to i Søstænket) er en hawaiiansk sang, skrevet i 1860, af den legendariske ukulelespiller Prins William Pitt Leleiôhoku.

## Lyrikken på hawaiansk
- Kâua i ka huahua`i
- E `uhene lâ i pili ko`olua
- Pukuku`i lua i ke ko`eko`e
- Hanu lipo o ka palai

Omkvæd:
- Auwê ka hua`i lâ

- `Auhea wale ana `oe
- E ka`u mea e li`a nei
- Mai hô`apa`apa mai `oe
- O loa`a pono kâua

- I aloha wau iâ `oe
- I kâu hanahana pono
- La`i a`e ke kaunu me ia la
- Hô`apa`apai ka mana`o

## Lyrikken på dansk
- Du og jeg i søstænket
- Hvilket lyksalighed, os begge sammen
- Tæt omfavnende hinanden i kulden
- Imens vi ånder luften fra den palaiske bregne

Omkvæd:
- Åh, hvilket søstænk

- Hør
- Min længsel
- Bliv ej
- Thi vi vil blive opdaget

- Jeg elskede dig
- Din varme
- Din stilhedens passion
- Og forudanende tanker